# 리징린

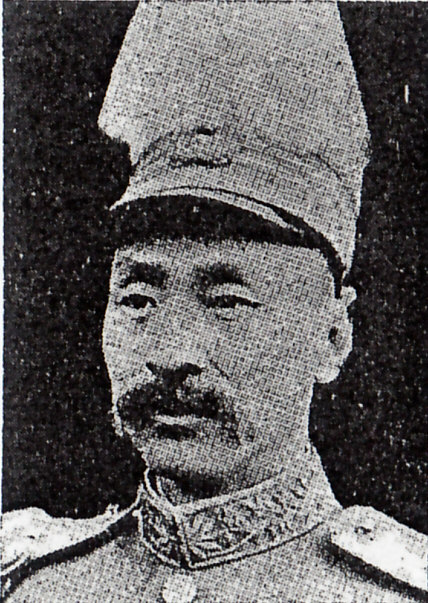

리징린(李景林, 이경림, 1885–1931)은 중국 장군 시대에 봉계군벌의 부검찰관이자 이후 육군 장군이었다. 중국 허베이성 짜오창현 출신이다. 군 생활을 마친 후 난징에 정착했고 1927년에 상하이로 이사했다. 유명한 검객인 그의 별명은 "중국 최초의 검"이다.

## 무술
리징린의 별명 중 하나는 "마법의 검"이다. 그는 검술에 뛰어난 기량을 보였고 무술, 특히 무당천에 큰 관심을 보였다. 리징린은 "중국 최초의 검"과 "검의 신"이라는 별명을 얻었다. 그는 다양한 검 기술의 전문가였으며 나중에 푸천숭을 가르친 유명한 검객 숭웨이이에게서 무당검(武當劍)을 배웠다. 그의 검 기술은 고대 도교와 새로운 팔괘장 스타일의 융합이었다.
군 경력을 쌓은 후 그는 난징에 무술 센터를 열었고 국립 무술 중앙 홀(중양 국서관)이라고도 알려진 국립 무술 아카데미의 부회장이 되었으며 현재는 중앙 국서 연구소라고 불린다. 그의 이니셔티브에 따라 양 스타일의 태극권이 공식화되었으며 양 청푸가 가장 중요한 공헌자였다.